# After Hours with Miss D
After Hours with Miss D — студийный альбом американской певицы Дины Вашингтон, выпущенный в 1954 году на лейбле EmArcy Records как десятидюймовая пластинка. Позднее был переиздан с добавлением четырёх треков.

## Отзывы критиков
| Оценки критиков                   | Оценки критиков |
| Источник                          | Оценка          |
| --------------------------------- | --------------- |
| AllMusic                          | [ 2 ]           |
| The Encyclopedia of Popular Music | ·               |

В рецензии журнала Billboard отметили, что Дина Вашингтон всегда была гораздо больше, чем блюзовая певица, и эта запись тому доказательство. Также рецензент отметил замечательные аранжировки и исполнение группы

## Список композиций
Оригинальный релиз 1954 года
1. «Blue Skies» (Ирвинг Берлин) — 7:52
2. «Bye Bye Blues» (Дэвид Беннетт, Чонси Грей, Фредерик Хэмм, Берт Лоун) — 6:58
3. «A Foggy Day» (Джордж Гершвин, Айра Гершвин) — 7:59
4. «I Let a Song Go Out of My Heart» (Дюк Эллингтон, Ирвинг Миллс, Генри Немо) — 7:02

Переиздание 1955 года
1. «Blue Skies» (Ирвинг Берлин) — 7:52
2. «Bye Bye Blues» (Дэвид Беннетт, Чонси Грей, Фредерик Хэмм, Берт Лоун) — 6:58
3. «Am I Blue?» (Гарри Акст, Грант Кларк) — 3:14
4. «Our Love Is Here to Stay» (Джордж Гершвин, Айра Гершвин) — 2:31
5. «A Foggy Day» (Джордж Гершвин, Айра Гершвин) — 7:59
6. «I Let a Song Go Out of My Heart» (Дюк Эллингтон, Ирвинг Миллс, Генри Немо) — 7:02
7. «Pennies from Heaven» (Артур Джонстон, Джонни Берк) — 2:17
8. «Love for Sale» (Коул Портер) — 2:12

Бонус-трек переиздания 2004
1. «Blue Skies» (Ирвинг Берлин) — 10:54

## Участники записи
- Альт-саксофон — Рикки Хендерсон (1, 2, 5, 6)
- Бас-гитара — Кетер Беттс
- Бонго — Кандидо (7)
- Вокал — Дина Вашингтон
- Гитара — Микки Бейкер (4, 8)
- Орган — Джеки Дэвис (3, 4, 7, 8)
- Тенор-саксофон — Эдди Дэвис (1, 2, 5, 6), Пол Квиничетт (3, 7)
- Тромбон — Гас Чаппелл (1, 2, 5, 6)
- Труба — Кларк Терри (1, 2, 4-6, 8)
- Ударные — Эд Тайпен
- Фортепиано — Джуниор Манс (1, 2, 4, 6, 8), С. Андерсон (3, 7)

Даты записи
- Треки 1, 2, 5, 6 — 15 июня 1954 (Нью-Йорк)
- Треки 3, 7 — 17 июня 1953 (Чикаго)
- Треки 4, 8 — 5 февраля 1954 (Нью-Йорк)